# Port du Louvre
Port du Louvre (Přístav Louvre) je bývalý přístav a dnes nábřeží s pěší zónou v Paříži. Nachází se v 1. obvodu. Svůj název získalo podle paláce Louvre, podél kterého se rozkládá.

## Poloha
Port du Louvre vede po pravém břehu řeky Seiny mezi mosty Pont des Arts a Pont Royal. Komunikace pro pěší se rozkládá pod úrovní okolního terénu nad hladinou Seiny, nad ní vede nábřeží Quai François-Mitterrand, které je součástí rychlostní komunikace Voie Georges-Pompidou. Od Pont Royal pokračuje Port des Tuileries.

## Historie
Původně se jednalo o skutečný říční přístav, kde obchodníci vykládali své zboží k prodeji. Dnes slouží pouze jako promenáda pro pěší.